# Nina Tower
Nina Tower (chữ Hán: 如心廣場, Hán-Việt: Như Tâm Quảng Trường) là một tháp đôi bao gồm hai nhà chọc trời 80 tầng và 42 tầng tại Thuyên Loan, Tân Giới, Hồng Kông. Thiết kế ban đầu của Nina Tower chỉ gồm một tòa nhà có độ cao 518 mét tức là sẽ cao hơn tòa nhà cao thứ 4 thế giới hiện nay Taipei 101, tuy vậy do có vị trí gần Sân bay quốc tế Hồng Kông nên độ cao tòa nhà phải rút xuống còn 318,8 mét. Chủ đầu tư của dự án, Tập đoàn Chinachem, vì vậy quyết định chuyển Nina Tower thành một tháp đôi với ngọn tháp thấp hơn lấy tên là Nina Tower còn ngọn tháp cao hơn lấy tên là Teddy Tower để tưởng nhớ tới hai vợ chồng Vương Đức Huy (Teddy Wang, người sáng lập tập đoàn) và Vương Như Tâm (Nina Wang, vợ của Teddy Wang và từng có thời gian là người phụ nữ giàu nhất châu Á). Tên gọi chung của cả dự án vẫn được giữ nguyên là Nina Tower.